# Luperus marginatus
Luperus marginatus es una especie de insecto coleóptero de la familia Chrysomelidae.
Fue descrita científicamente en 1889 por Martin Jacoby.